# Arlington, Vermont
Arlington är en kommun (town) i Bennington County i den amerikanska delstaten Vermont. Vid folkräkningen år 2000 bodde 2 397 personer på orten. Den har enligt United States Census Bureau en area på totalt 109,9 km².  